# زیر آفتاب خوش‌خیال عصر
زیر آفتاب خوش‌خیال عصر رمانی‌ست نوشتهٔ جیران گاهان که در سال ۱۳۸۹ از سوی نشر چشمه منتشر شد.

## خلاصه داستان
داستان دربارهٔ دختری یهودی‌ست به نام مونا که به مردی مسلمان به نام شهریار دل می‌بندد. برای ازدواج با او مسلمان می‌شود، اما بی‌درنگ خانوادهٔ خود را از دست می‌دهد و خانوادهٔ شهریار هم تاب تحمل او را ندارند.
داستان به فرهنگ و شیوه زندگی اقلیت دینی کلیمی می‌پردازد و تفاوت‌های میان فرهنگ اسلامی و فرهنگ کلیمی را پیش روی مخاطبش می‌گذارد.

## جوایز و افتخارها
این رمان در سال ۱۳۹۰ برنده جایزه ادبی گلشیری در بخش رمان اول شده‌است. جایزه هفت اقلیم نیز آن را شایستهٔ تقدیر دانسته‌است.